# Eneko Satrústegui
Eneko Satrústegui Plano (Pamplona, 25 settembre 1990) è un calciatore spagnolo, difensore della Leonesa.

## Carriera
Nella stagione 2011-2012 ha giocato 10 partite in Primera División con la maglia dell'Osasuna.
Nella stagione 2023-2024 ha giocato nella seconda divisione polacca con il Wisła Cracovia, con cui ha vinto una Coppa di Polonia.

## Palmarès

### Club

#### Competizioni nazionali
- Coppa di Polonia: 1

Wisła Cracovia: 2023-2024
- Primera Federación: 1

Leonesa: 2024-2025